# کولشد
کولشد (به مجاری:  Kölesd) یک شهرداری در مجارستان است که در ناحیه سکسارد واقع شده‌است. کولشد ۳۸٫۱ کیلومتر مربع مساحت و ۱٬۵۱۶ نفر جمعیت دارد.